# Río Chapare
Pour les articles homonymes, voir Chapare.
Le río Chapare est un cours d'eau de Bolivie branche mère du río Mamoré après confluence avec le rio Mamorecillo (lui-même formé par le rio Ichilo et le rio Chimoré), donc un sous-affluent de l'Amazone par le río Mamoré puis le rio Madeira. 

## Géographie
Il a donné son nom à la province de Chapare dans le département de Cochabamba. Il arrose la ville touristique de Villa Tunari. Ses eaux sont très abondantes malgré la faible superficie de son bassin, étant donné l'importance des précipitations dans les Yungas qu'il traverse (jusque 5 850 mm).
Il naît sous ce nom à la jonction du rio Espiritu Santo et du rio San Mateo. Son cours fait 276 km de long (400 km depuis la source du rio Espiritu Santo).

## Ichtyofaune
Comme dans tout le haut bassin du río Madeira l'ichtyofaune est très abondante. On y trouve entre autres le surubi, le pacú, le doradillo, le sábalo, le blanquillo et les poissons-chats appelés bagres (pimelodus entre autres), qui font le bonheur des pêcheurs étrangers (touristes) ou autochtones.